# Biella-Neher Holding
Die Biella-Neher Holding AG (auch Biella Group) mit Sitz in Brügg bei Biel/Bienne ist ein international tätiger Schweizer Büromaterialhersteller. Die Unternehmensgruppe beschäftigt 750 Mitarbeiter und erwirtschaftete 2015 einen Umsatz von 161,6 Millionen Schweizer Franken. Die Aktien der Biella-Neher Holding AG werden über die OTC-X-Plattform der Berner Kantonalbank OTX gehandelt.

## Tätigkeitsgebiete
Biella entwickelt, produziert und vertreibt Büromaterialien in den Produktbereichen Office Products, Time Management und Creative.
Der Geschäftsbereich Office Products umfasst Artikel für den Büroalltag sowie spezifische Produkte für das Archivieren und Registrieren. Das Unternehmen ist der grösste europäische Hersteller von Aktenordnern und Ringbüchern und beliefert den Grosshandel, Bürofachhandel, Warenhäuser, Versandgeschäfte und Behörden.
Der Geschäftsbereich Time Management umfasst Produkte rund um das Thema Zeitplanung und beliefert damit sowohl den Bürofach- und Grosshandel wie auch Direktkunden aus Wirtschaft und Verwaltung.
Im Bereich Creative werden individualisierte, kundenspezifische Spezialanfertigungen hergestellt.
Im Geschäftsmodell der Biella SimplyFind werden Lösungen und Dienstleistungen zur physischen externen Archivierung und der Digitalisierung von Dokumenten angeboten.

## Geschichte

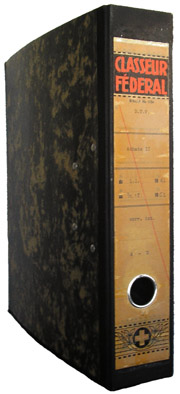
Alter Bundesordner
(Französisch).

Das Unternehmen wurde 1900 als Schreibbücher- und Papierwarenfabrik Biel gegründet. 1908 stellte es den ersten Ordner in der Schweiz her, den Vorläufer des späteren Bundesordners. Ab 1926 folgte die Produktion von Geschäftsagenden. 1945 führte das Unternehmen die Produktmarke Biella ein und änderte in der Folge ihren Namen auf Biella AG. 1974 schlossen sich die Biella AG in Biel und die Neher AG in Bern zur Biella-Neher AG zusammen. 1998 erwarb Biella-Neher die 1919 in den Niederlanden gegründete Kadee Delft B.V. 2001 folgte die Übernahme der 1954 in Wien gegründeten Donau-Plastik GmbH, welche in der Folge in Donau Design GmbH umbenannt wurde. Im Zuge der Wachstumsstrategie trat Biella-Neher ab 2003 unter der neuen Bezeichnung Biella Group auf, der amtliche Unternehmensname blieb aber weiterhin unverändert. Noch im gleichen Jahr übernahm sie die niederländische Stadtman B.V. und integriert sie. Im Jahr darauf gründete die Unternehmensgruppe in Polen eine Tochtergesellschaft. Seit 2007 tritt die Unternehmensgruppe international unter der Einheitsmarke Biella auf.
Am 30. März 2012 übernahm Biella von dem deutschen Büromaterialhersteller Herlitz die Tochterunternehmen Falken Office Products in Peitz, die DELMET Prod srl in Buftea (Rumänien) sowie die Herlitz UK Ltd. in Hyde, Greater Manchester (Großbritannien). Am 1. Juli 2013 ging Biella für den osteuropäischen Markt eine strategische Partnerschaft mit der österreichischen PBS Holding und deren polnischen Tochtergesellschaft PBS Connect Sp. z o.o. ein. Per 15. Januar 2014 übernahm die Biella das Private Label- und No Name-Ordnerliefergeschäft der Groupe Hamelin. Einige Monate später, am 15. April 2014, erwarb Biella zu 100 % das Büroartikelliefergeschäft der Carpentier AG aus Regensdorf, Zürich. Per 4. September 2014 wurde im Zuge der Umstrukturierung die Biella Deutschland GmbH in Biella-Falken GmbH umfirmiert und ihr Sitz von Leopoldshöhe (bei Bielefeld) nach Peitz (bei Cottbus), dem Standort des Produktionswerkes, verlegt.
Am 7. Dezember 2015 wurde die Biella SimplyFind AG mit Sitz in Brügg, Schweiz gegründet und ist Teil der neuen Unternehmensvision, welche sich verschrieben hat, die physische und die digitale Welt miteinander zu verbinden. Im Mai 2016 startete der erste Online-Shop der Biella.
Die Biella-Neher Holding AG wurde per 22. Mai 2019 von der Exacompta SAS übernommen.

## Standorte
Die Gruppe verfügt über Produktionsstandorte in Brügg/Schweiz, Peitz/Deutschland und Buftea/Rumänien sowie über Logistikzentren in Brügg (Schweiz) und Cottbus (Deutschland).